# Fritch, Texas
Fritch là một thành phố thuộc quận Hutchinson, tiểu bang Texas, Hoa Kỳ. Năm 2010, dân số của xã này là 2117 người.

## Dân số
- Dân số năm 2000: 2235 người.
- Dân số năm 2010: 2117 người.